# Осокино (Осокинское сельское поселение)
Осо́кино — село в Калачинском районе Омской области России. Административный центр Осокинского сельского поселения.

## География
Село находится в юго-восточной части Омской области, в лесостепной зоне, в пределах Барабинской низменности, на расстоянии примерно 14 км (по прямой) к югу от города Калачинск, административного центра района. Абсолютная высота — 105 м над уровнем моря.

### Часовой пояс
Село Осокино, как и вся Омская область, находится в часовой зоне МСК+3. Смещение применяемого времени относительно UTC составляет +6:00.

## Население
| 2002 | 2010  |
| ---- | ----- |
| 1626 | ↘1411 |

Гендерный состав
По данным Всероссийской переписи населения 2010 года, в гендерной структуре населения мужчины составляли 47,1 %, женщины — соответственно 52,9 %.
Национальный состав
Согласно результатам переписи 2002 года, в национальной структуре населения русские составляли 88 %.

## Улицы
| - ул. Больничная, - ул. Восточная, - ул. Гагарина, - ул. Западная, | - ул. Зелёная, - ул. Новая, - ул. Пионерская, - ул. Пролетарская, | - пер. Пролетарский, - ул. Северная, - ул. Советская, - ул. Цветочная, | - ул. Школьная, - ул. Эврика, - ул. Юбилейная, - ул. Южная. |

## Инфраструктура
В селе функционируют средняя общеобразовательная школа, дом культуры, врачебная амбулатория (филиал Калачинской центральной районной больницы) и почтовое отделение.